# Gián phương Đông

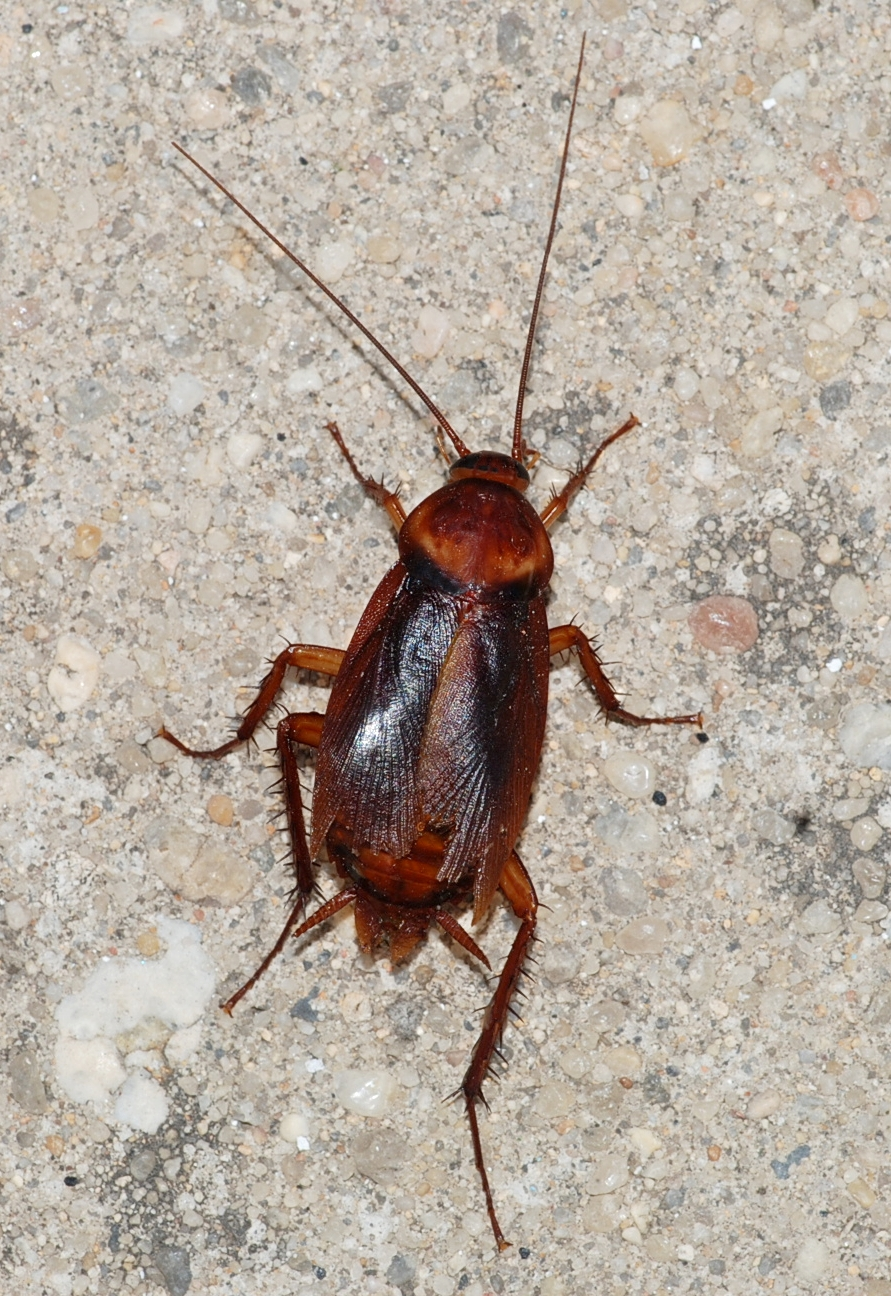
Gián phương Đông (đực)

Gián phương Đông, tên khoa học Blatta orientalis, là một loài gián lớn. Chiều dài khoảng 1 inch (2,5 cm) lúc trưởng thành. Nó có màu nâu sẫm đến đen và có một cơ thể bóng. Cá thể Gián phương Đông cái có ngoại hình hơi khác so với con đực, con cái có một cơ thể rộng hơn.